# شارب إم زي

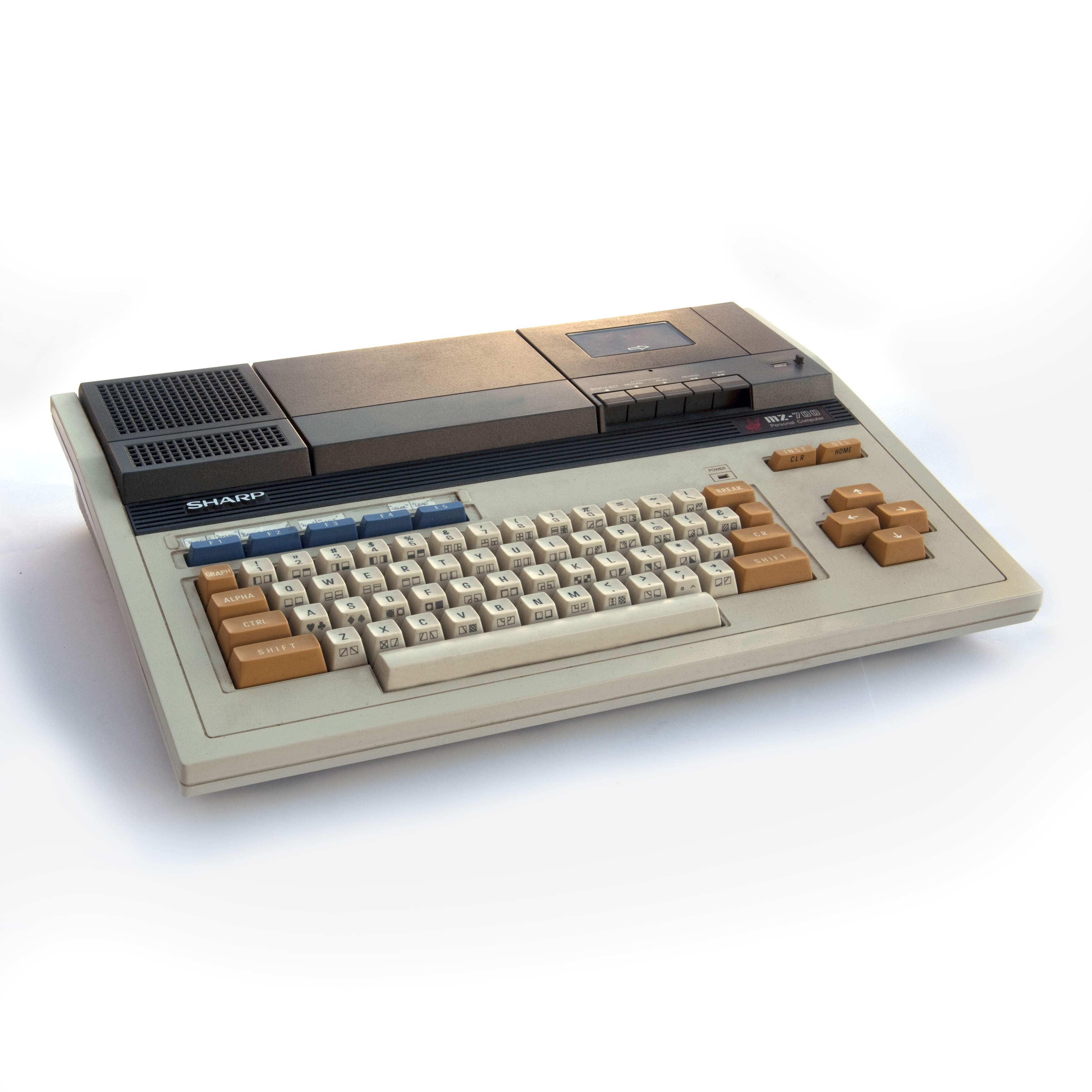
لوحة تحكم لجهاز شارب إم زي-700

شارب إم زي (بالإنجليزية: Sharp MZ)‏ ، هو نظام تشغيل للحاسب الشخصي، نزل في السوق اليابانية سنة 1978م ويعمل لأحد برمجيات ألعاب الفيديو.

## وصلات خارجية
- Games for MZ-800, Download Sharp MZ-800
- The Sharp Users Club
- A dedicated resource for all Sharp MZ machines
- MZ-80A Comprehensive Guide